# Fernando Vilela
Fernando Vilela (São Paulo, 1973) é um artista plástico, escritor, ilustrador e professor de artes brasileiro. Casado com a também escritora e artista plástica Stela Barbieri. Trabalha com gravura, pintura e fotografia, e expõe com freqüência seus trabalhos de arte no Brasil e no exterior. Participou de importantes mostras no Brasil e na Bélgica, França, Estados Unidos e México. É graduado em Artes Plásticas pela UNICAMP e mestre pela ECA-USP. No ano de 2013 o MoMA comprou duas séries de gravuras do artista para incorporá-las ao acervo de seu Departamento de Gravuras e Livros Ilustrados. . 
Já ilustrou mais de 60 livros para crianças e jovens para editoras brasileiras e estrangeiras dentre os quais treze são de sua autoria. Em 2004 recebeu o prêmio Ilustrador Revelação da FNLIJ por Ivan filho-de-boi (Cosac & Naify). E em 2006 ilustrou o primeiro livro de sua autoria Lampião & Lancelote (Cosac Naify, 2006) que recebeu dois Prêmio Jabuti de Literatura, a Menção Novos Horizontes do Prêmio Internacional do Salão Jovem de Bolonha em 2007 e foi incluido no catálogo White Ravens da Biblioteca Internacional de Munique. Dentre os livros escritos e ilustrados por ele destacam-se: A Toalha Vermelha (Brinque Book, 2007), Le Chemin (Autrement, 2006, França), Comilança (DCL, 2008) e Seringal (Scipione, 2010). Dos livros que ilustrou destacam-se A menina do fio (2006) e bumba meu boi (2007), escritos por Stela Barbieri, publicados pela editora WMF Martins Fontes, Los espejos de Anaclara. Mercedes Calvo – Fondo de Cultura Econômica, 2009 (México), The Great Snake. Sean Taylor – Frances Lincoln (Inglaterra), Arroz con Leche. Jorge Argueta – Groundwood, 2010 (Canadá)..

## Premiações
- 2004 Prêmio FNLIJ (Fundação Nacional do Livro Infantil e Juvenil) por ilustração na obra de Marina Tenório: Ivan Filho de Boi
- 2007 Prêmio FNLIJ por Lampião & Lancelote .
- 2007 Prêmio Jabuti de Melhor Livro Infantil por Lampião & Lancelote
- 2007 Prêmio Jabuti de Melhor Ilustração de Livro Infantil por Lampião & Lancelote [5]

- 2007 Menção Honrosa Novos Horizontes do Prêmio Internacional do Salão Jovem de Bolonha de 2007 por Lampião & Lancelote .
- 2008 IBBY (International Book Board for Young People)
- 2010 Prêmio FUNARTE de Arte Contemporânea por sua obra como artista plástico. [6]
- 2012 Troféu Monteiro Lobato de Literatura Infantil no Prêmio 30 Melhores Livros Infantis do Ano - CRESCER 2012. [7]
- 2012 Prêmio FNLIJ na categoria reconto por livro Simbá, o marujo, por livro escrito por Stela Barbieri e ilustrado por ele.

## Obras
Escritos e Ilustrados por Fernando Vilela:
2012
- Abrapracabra! – ed. Brinque Book.

2011
- Os heróis do tsunami – ed. Brinque Book.
- Eu vi –ed. Brinque Book.
- O disfarce dos animais –ed. Brinque Book.
- Onde eles estão –ed. Brinque Book.

2010
- Seringal –ed. Scipione.

2008
- O barqueiro e o Canoeiro –ed. Scipione.
- A Comilança –ed. DCL.

2007
- OlemaC e Melô –ed. Cia das Letras.
- Tapajós – uma aventura nas águas da Amazônia – ed. Ática.
- Le Chemin, ed. Autrement – França.
- A Toalha Vermelha – ed. Brinque Book.

2006
- Lampião & Lancelote  – ed. CosacNaify.

Ilustrados por Fernando Vilela
2012
- Stela Barbieri – Simbá, o marujo – ed. Cosac Naify.
- Michel Gorski - A menina a placa -Ed. Lafonte.
- Ilan Brenman - Mais narrativas preferidas de um contador de histórias - ed. DCL
- Ricardo Filho - Na travessa da macarronada - Ed. Tordesilhas

2010
- Stela Barbieri – O bicho manjaléu (Col. O brinquedo faz a história) – ed. Scipione.
- Stela Barbieri – Boileição (Col. O brinquedo faz a história) – ed. Scipione.
- Stela Barbieri – A onça e o bode(Col. O brinquedo faz a história) – ed. Scipione.
- Stela Barbieri – Como surgiram os vaga-lumes (Col. Cubo mágico) – ed. Scipione.
- Machado de Assis – A cartomante  (Col. Machado de Assis) – ed. Escala Educacional.
- Machado de Assis – A causa secreta  (Col. Machado de Assis) – ed. Escala Educacional.
- Machado de Assis – Umas férias (Col. Machado de Assis) – ed. Escala Educacional.
- Machado de Assis – Uns braços  (Col. Machado de Assis) – ed. Escala Educacional.
- Verônica Stigger – Dora e o Sol – Editora 34
- Jorge Argueta  – Arroz con Leche – Groundwood – Canadá.
- Jorge Amado  – As mortes e o triunfo de Rosalinda – ed. Cia das Letras.
- Stela Barbieri e Fernando Vilela – Livro das cobras – ed. DCL.
- Ilan Brenman e Fernando Vilela – Em busca de Esmeraldo – ed. Salesianas.

2009
- Stela Barbieri – O livro das cobras – ed. DCL.
- Ilan Brenman e Fernando Vilela – Contador de histórias de bolso – CHINA – ed. Moderna.
- Ilan Brenman e Fernando Vilela – Contador de histórias de bolso – GRÉCIA – ed. Moderna.
- Ilan Brenman e Fernando Vilela – Contador de histórias de bolso – RÚSSIA – ed. Moderna.
- Donizete Galvão e Fernando Vilela – Mania de bicho – ed. Positivo.
- Judith Nuria Maida e Fernando Vilela – O nascimento do universo – ed. Ática.
- Mercedes Calvo – Los espejos de Anaclara – Fondo de Cultura Econômica – México.
- César Obeid – Desafios de Cordel – ed. FTD.
- Ferreira Gullar – Eros e Psique  – ed. FTD.
- Neli Guiguer – Curumim e Poranga – ed. Paulinas

2008 
- Stela Barbieri e Fernando Vilela – A menina do feijão suculento (Col. Jeitos de Mudar o Mundo) – ed. Escala Educacional.
- Stela Barbieri e Fernando Vilela – Radija e os tapetes mágicos. (Col. Jeitos de Mudar o Mundo) – ed. Escala Educacional.
- Stela Barbieri e Fernando Vilela – Reino dos Mamulengos (Col. Jeitos de Mudar o Mundo)  – ed. Escala Educacional.
- Stela Barbieri e Fernando Vilela – Satiko e o Vulcão (Col. Jeitos de Mudar o Mundo) – ed. Escala Educacional.
- Stela Barbieri e Fernando Vilela – Na Sombra do Baobá (Col. Jeitos de Mudar o Mundo) – ed. Escala Educacional.
- Stela Barbieri e Fernando Vilela – O Gênio do poço encantado (Col. Jeitos de Mudar o Mundo) – ed. Escala Educacional.
- Stela Barbieri e Fernando Vilela – A ponte (Col. Jeitos de Mudar o Mundo) – – ed. Escala Educacional.
- Stela Barbieri e Fernando Vilela – O Amigo do Animais (Col. Jeitos de Mudar o Mundo) – – ed. Escala Educacional.
- Stela Barbieri e Fernando Vilela – Pedro Malasartes em quadrinhos – ed. Moderna.
- Stela Barbieri e Fernando Vilela – ABC do Japão  – ed. SM.
- Ilan Brenman e Fernando Vilela – Contador de histórias de bolso – BRASIL – ed. Moderna.
- Ilan Brenman e Fernando Vilela – Contador de histórias de bolso – ÁFRICA – ed. Moderna.
- We are all born free – Amnesty International UK Section 2008 (Inglaterra).
- Sean Taylor – The Great Snake – ed. Francis Lincoln (Inglaterra).
- Sean Taylor – A Cobra Grande – ed. SM.
- Braulio Tavares – A invenção do mundo pelo Deus-Curumim – ed.34
- Machado de Assis – Conto de Escola  (Col. Machado de Assis) – ed. Escala Educacional.
- Machado de Assis – Missa do galo (Col. Machado de Assis) – ed. Escala Educacional.
- Machado de Assis –  Um Apólogo (Col. Machado de Assis) – ed. Escala Educacional.
- Machado de Assis – O Espelho (Col. Machado de Assis) – ed. Escala Educacional.
- Álvaro Faleiros – Meio Mundo – Ed.Ateliê Editorial
- Francisco Villela –  Ave, Cachaça! Nascimento, vida, reza e glória – ed. do Autor.

2007            
- Ilan Brenman – Festa de Aniversário – ed. DCL.
- Ruyard Kipling – O elefante infante – ed. Musa.
- Stela Barbieri – Bumba Meu Boi – ed.  Girafinha.
- Jacques Prévert – Contos para crianças impossíveis– ed. Cosacnaify.
- Inglês de Sousa – O Rebelde e outros contos amazônicos, ed. Scipione.
- Joel Franz Rosell – A lenda de Taita Osongo, ed. SM.

2006            
- Rogério Barbosa de Andrade – A vingança do falcão, ed. Brinque Book.
- Ilan Brenman – Hermes  o motoboy, ed. Companhia das Letrinhas.
- Ilan Brenman – O que cabe num livro, ed. DCL.
- Stela Barbieri – A menina do fio, ed. Girafinha.

2004
- Marina Tenório - Ivan filho-de-boi,  Coleção Mitos do Mundo, ed. CosacNaify.
- Daniel Munduruku –  Sabedoria das águas, ed  Global.

1998 
- Álvaro Faleiros e Dominique Martin – Transes, ed. du Nord. (Canadá)

1995 
- Fábio Wentraub – Sistemas de Erros, ed. Pau Brasil.